# Ziduri
Ziduri là một xã thuộc hạt Buzău, România. Dân số thời điểm năm 2002 là 4801 người.